# Tú cầu lá to
Cây tú cầu hay tú cầu lá to, cẩm tú cầu, bát tiên (danh pháp hai phần: Hydrangea macrophylla) là loài tú cầu bản địa Nhật Bản. Nó được trồng rộng rãi ở nhiều nơi trên thế giới ở nhiều điều kiện khí hậu khác nhau.
Hydrangea macrophylla có hoa màu hoặc hồng, xanh da trời, tím, phụ thuộc vào độ pH và lượng nhôm hấp thụ vào cây. Thời kỳ ra hoa ở Nhật Bản là từ tháng 6 đến tháng 8.

## Hình ảnh

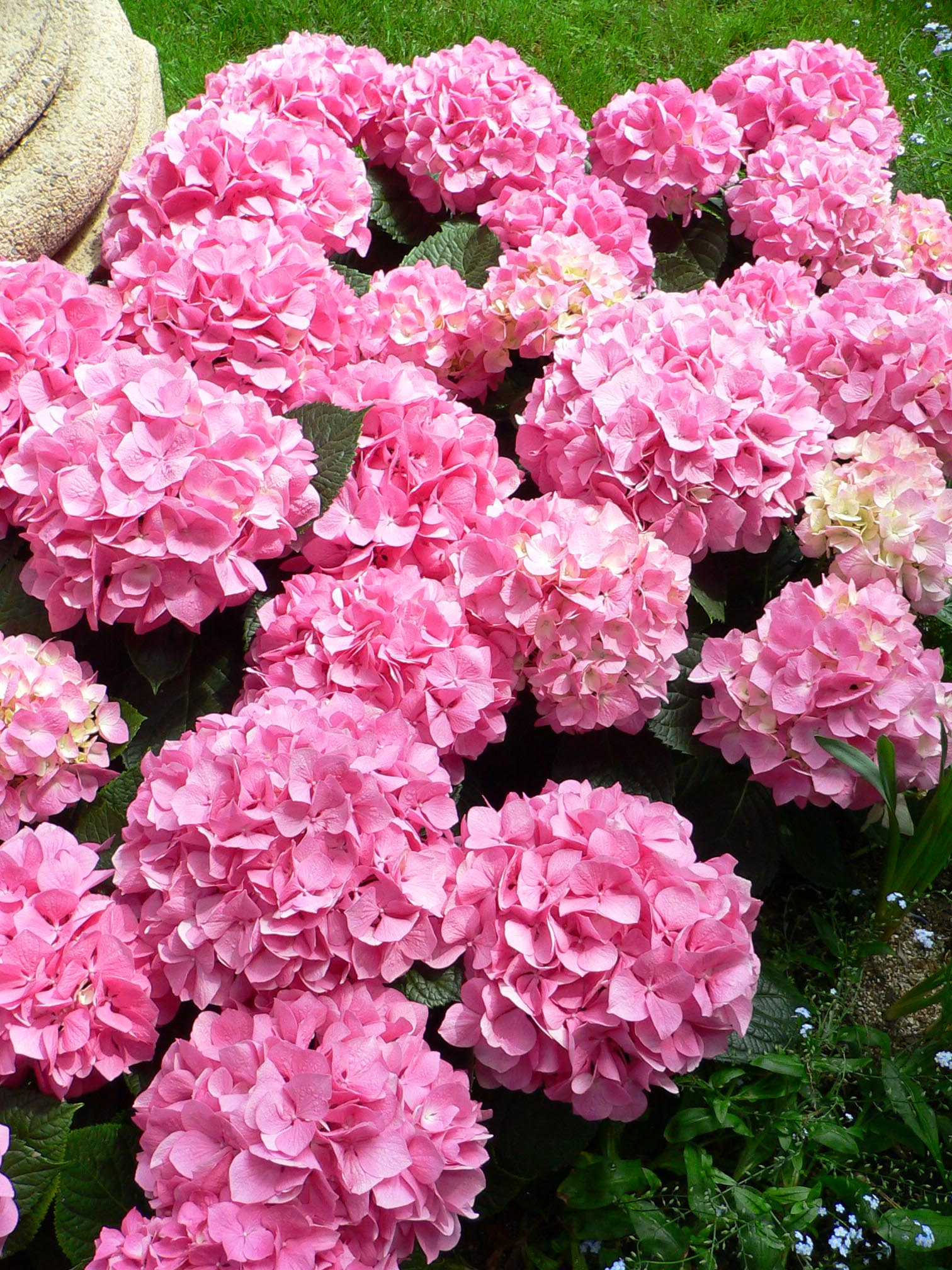
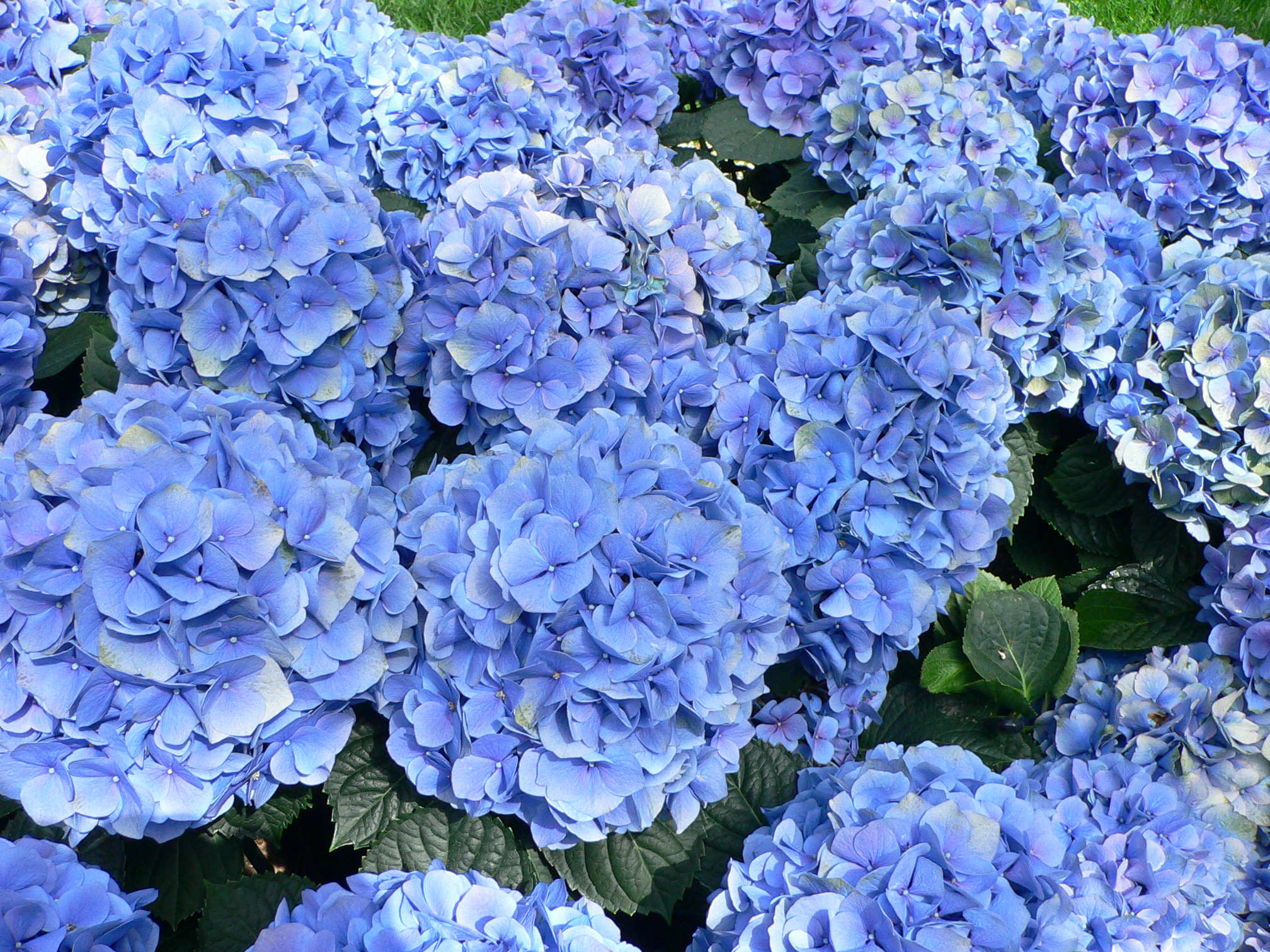
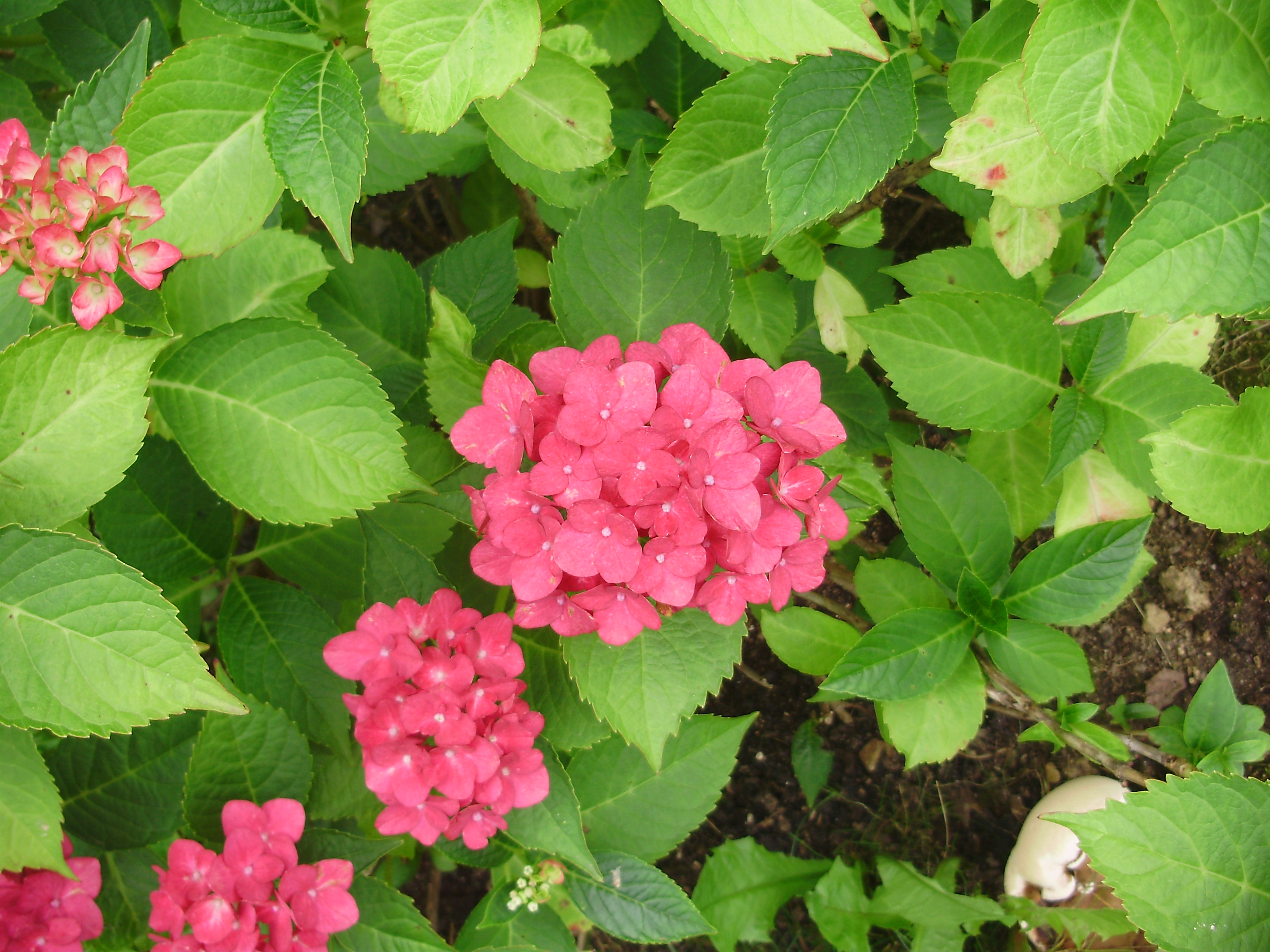
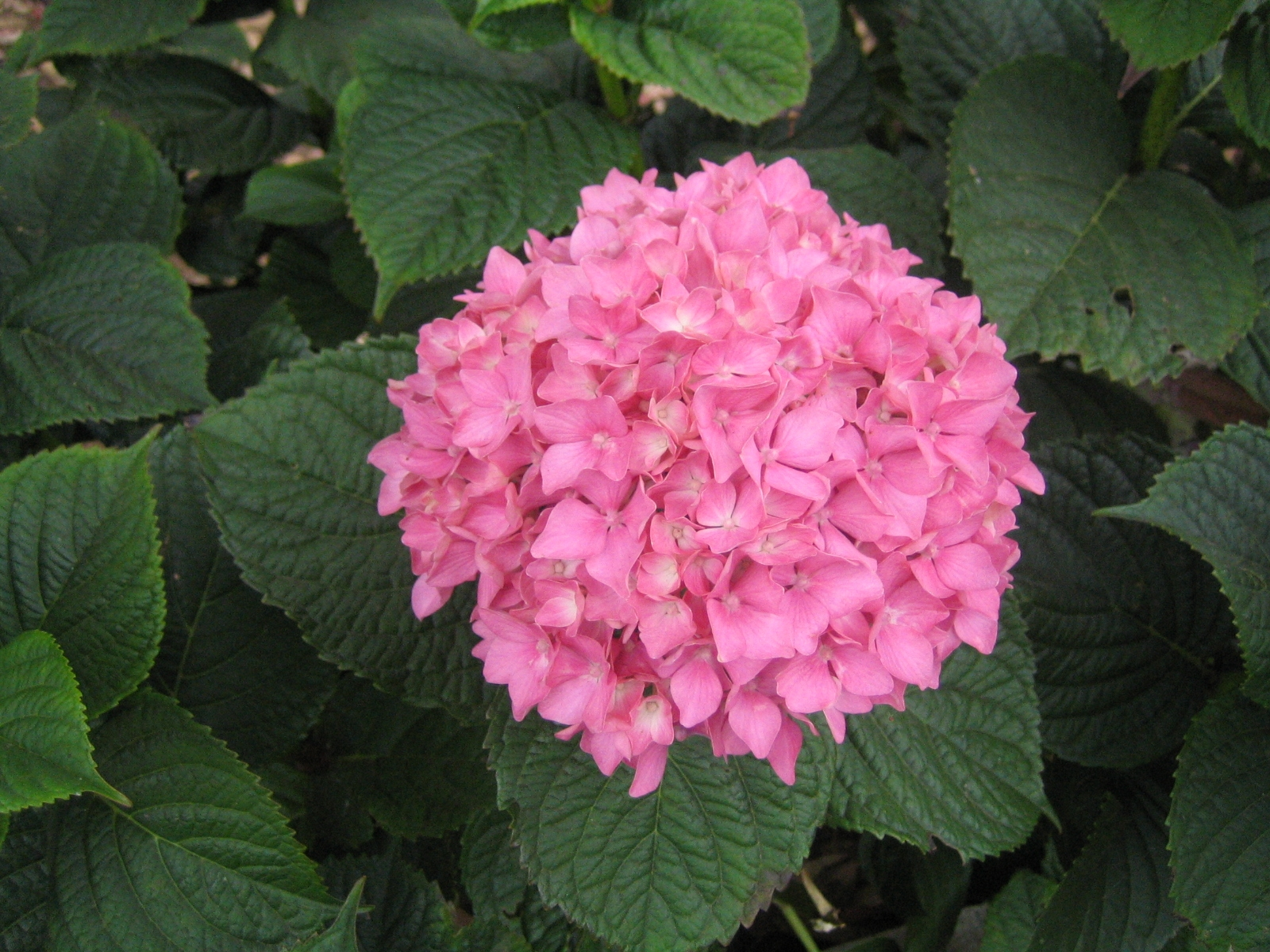
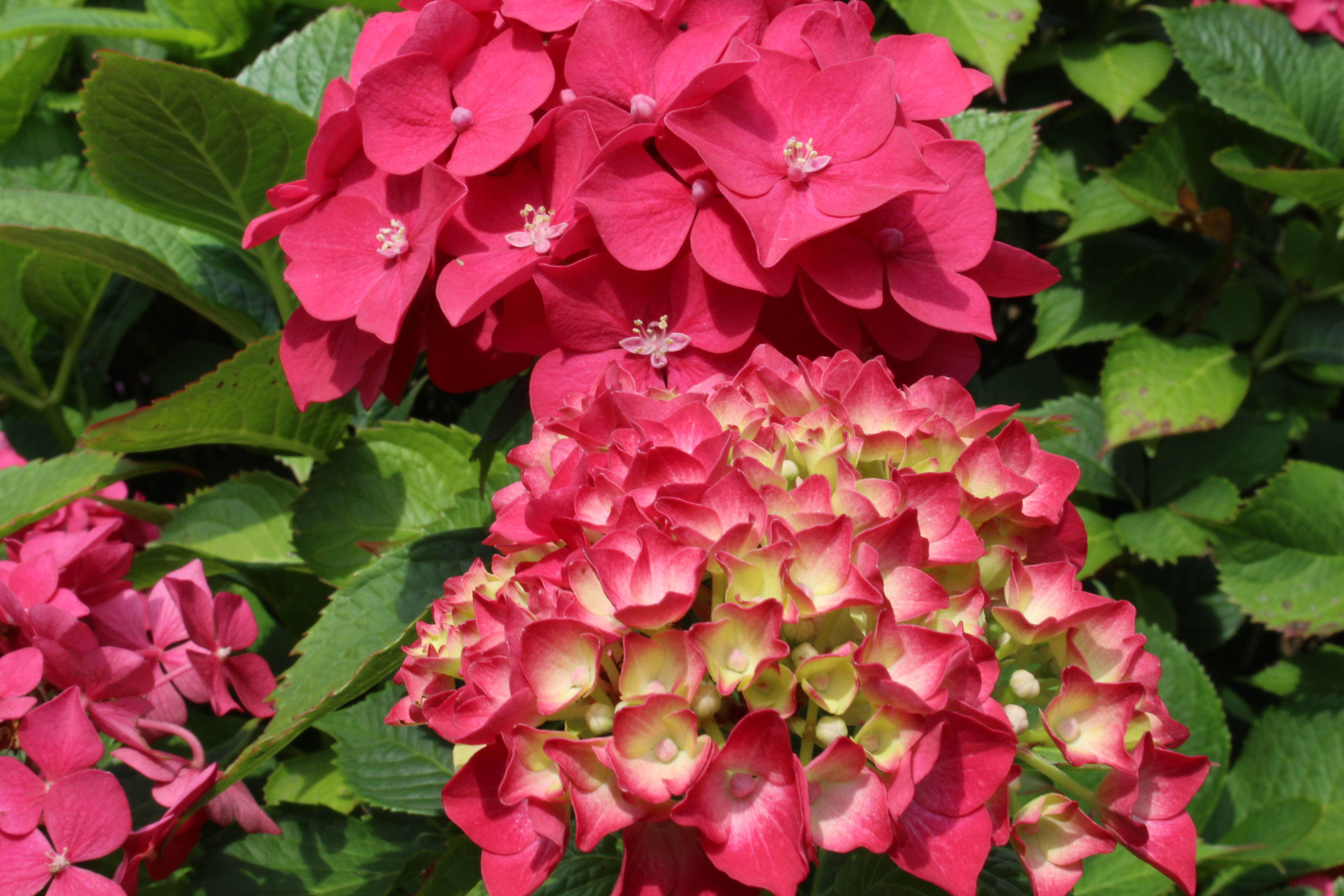
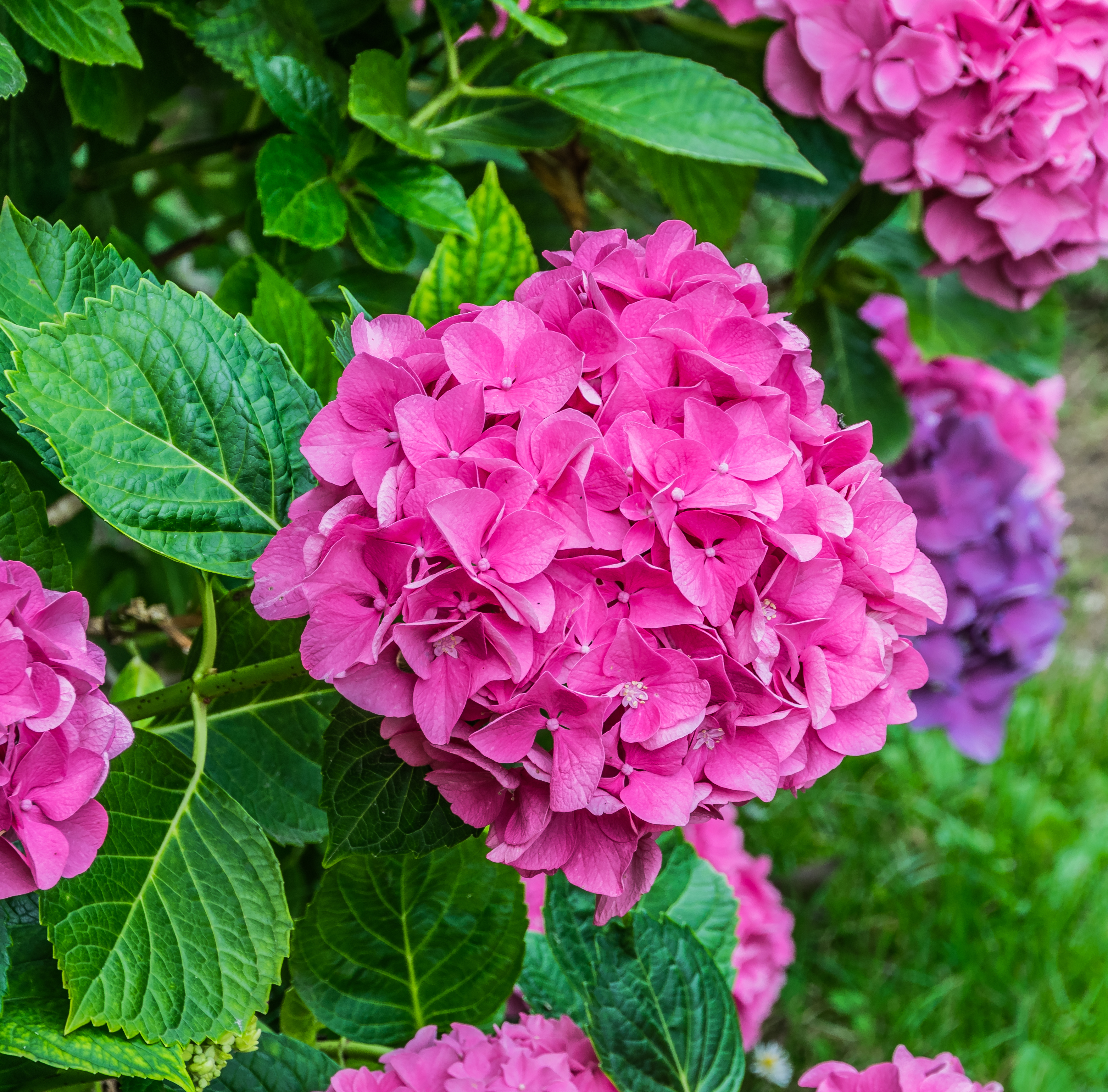
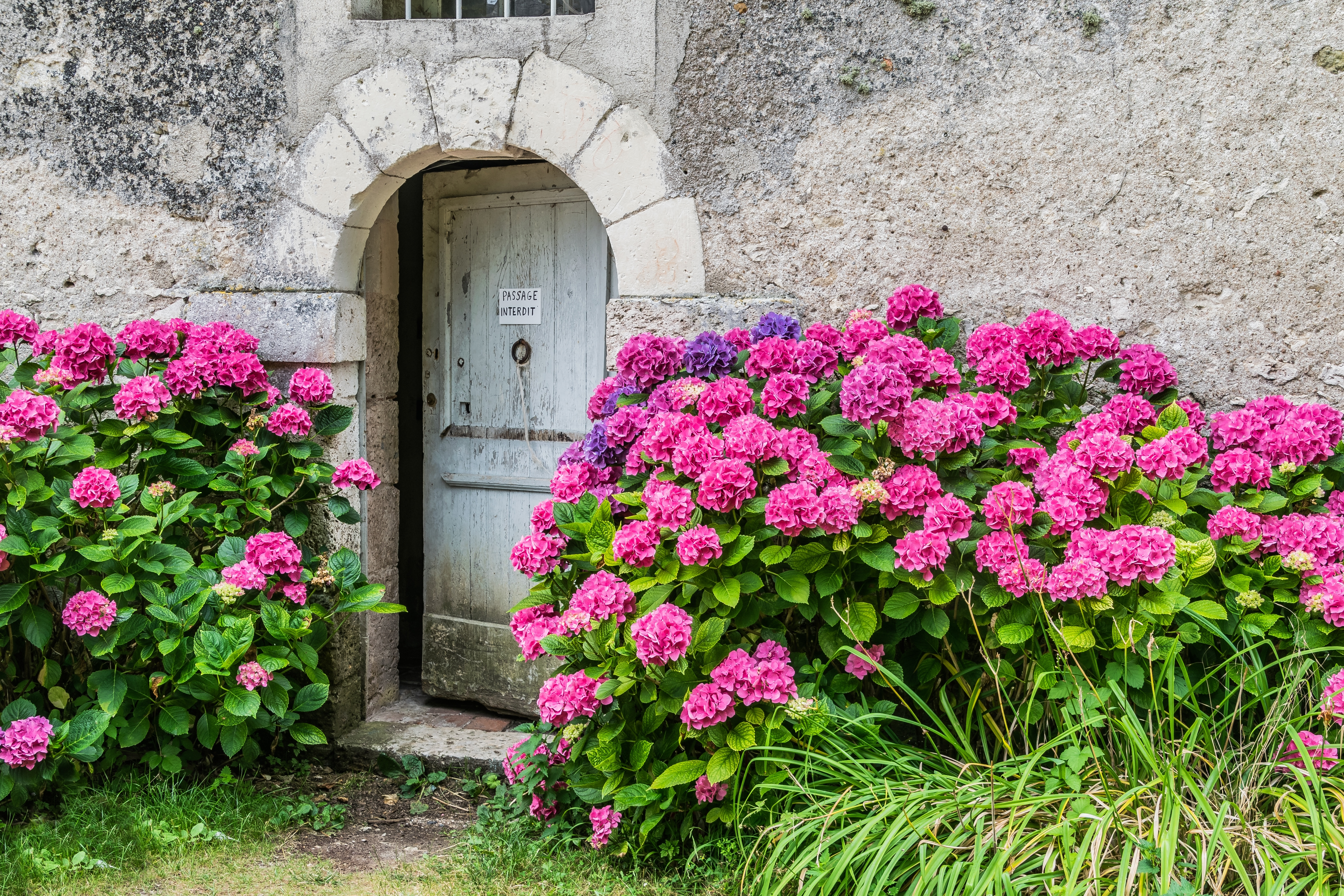
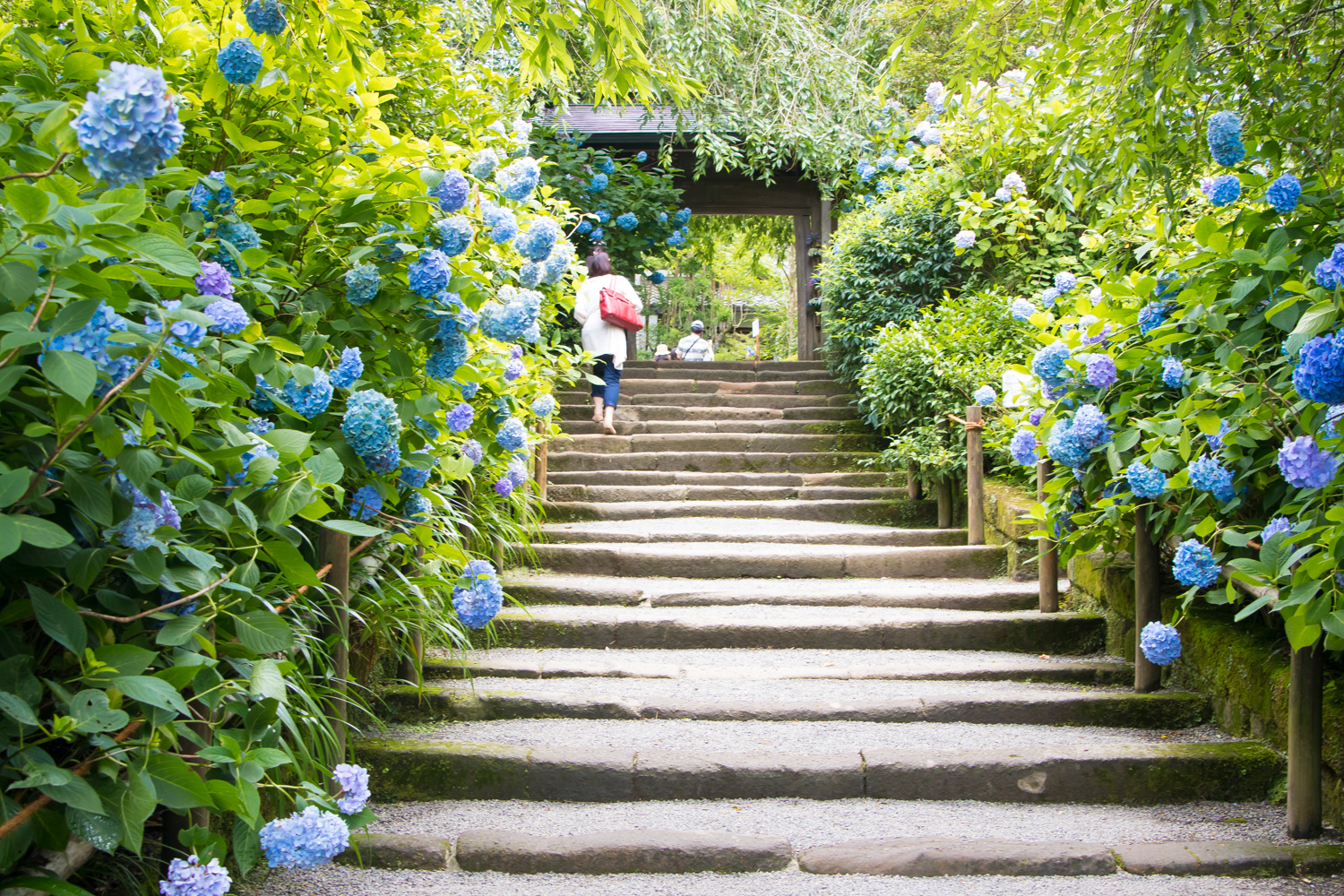
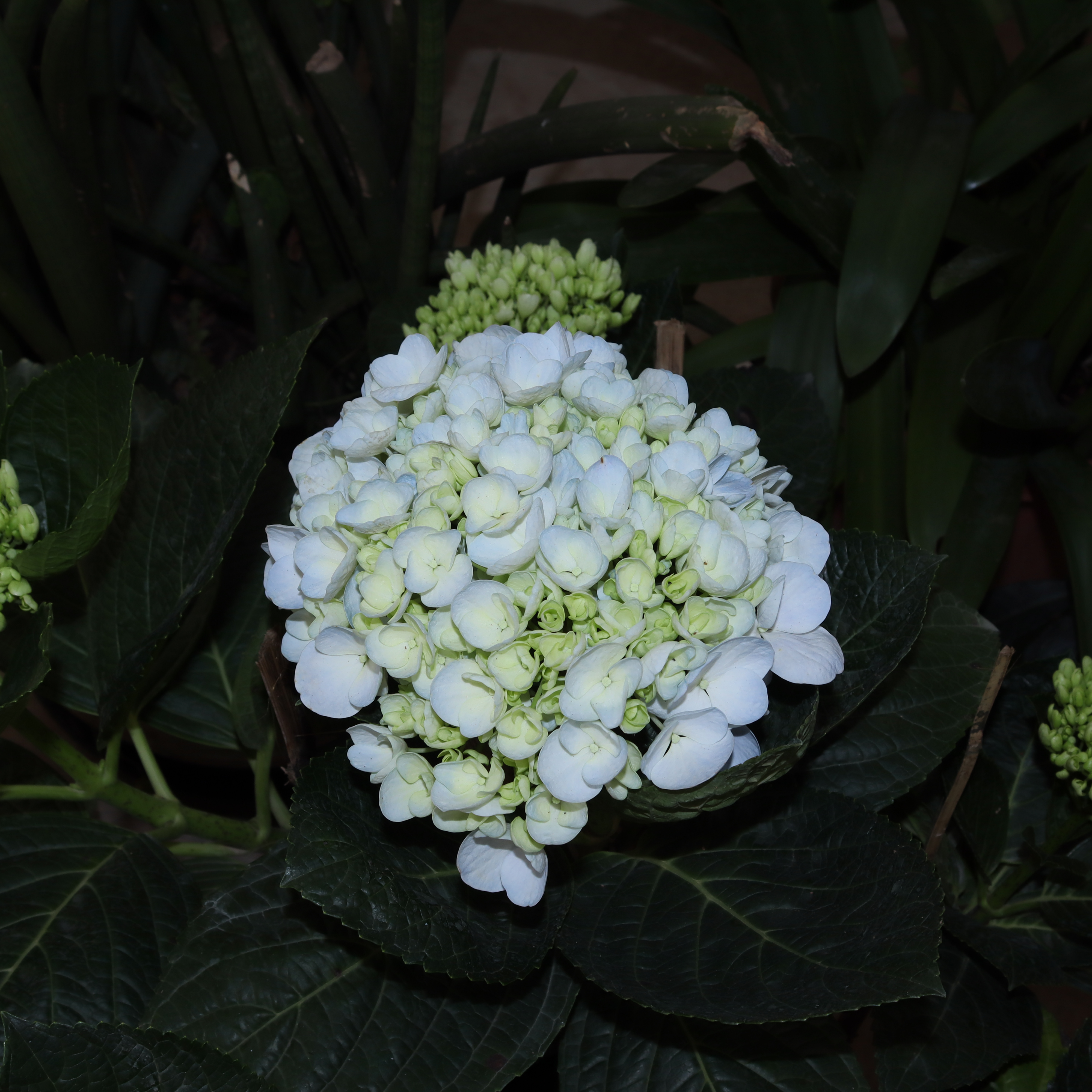